# Budweiser Rocket
El Budweiser Rocket es un vehículo terrestre estadounidense de tres ruedas, que en general es similar al vehículo Blue Flame de la década de 1970 que ostentó el récord de velocidad terrestre, impulsado por un motor de cohete líquido con un propulsor de combustible sólido adicional de un misil Sidewinder,  que se ha reivindicado como el primer vehículo en haber roto la barrera del sonido en tierra. El precursor original del vehículo fue el "SMI Motivator", que sufrió daños tan graves y costosos que necesitó de un reemplazo, y que con el tiempo se llamó "Budweiser Rocket".  
El vehículo, al igual que su antecesor, este también fue propiedad del director cinematográfico Hal Needham,  conducido por Stan Barrett y diseñado y fabricado por William Fredrick (fallecido en 2020).  Ni la Fédération Internationale de Motocyclisme ni la Fédération Internationale de l'Automobile, los organismos oficiales de certificación de récords de velocidad, reconocen el intento de récord, la velocidad supuestamente alcanzada o que el vehículo haya alcanzado alguna vez velocidades supersónicas.  El Budweiser Rocket original fue donado al Instituto Smithsonian y una versión modificada, con una pista más estrecha, se encuentra en el Talladega Superspeedway Museum, Alabama.  El original ya no se encuentra en exhibición y ahora se encuentra guardado en los Archivos del Instituto Smithsonian, Unidad de Registros 360 (Museo Nacional de Historia Estadounidense, Oficina de Asuntos Públicos y Registros). 